# American Samoa Fono
American Samoa Fono ist das Parlament von Amerikanisch-Samoa („Fono“) und die gesetzgebende Versammlung des Territoriums. Es besteht aus zwei Kammern, dem Senat (Oberhaus) und dem Repräsentantenhaus (Unterhaus). Das Parlament tagt in Fagatogo, in der Nähe des Hauptortes Pago Pago. Es ist das einzige Zweikammersystem in den USA, bzw. deren Territorien, in dem ausschließlich parteilose Repräsentanten vertreten sind.

## Gebäude
Das Parlament befindet sich auf dem Maota-Fono-Komplex, ein an der traditionellen samoanischen Bauweise orientiertes Gebäude. Es hat eine starke Ähnlichkeit mit dem Gebäudekomplex des Parlaments von Samoa (Fono (Samoa)). In seinen zwei Flügeln beheimatet es die Büros des Gouverneurs sowie einen Plenarsaal für den Senat und das Repräsentantenhaus.
Es ist das zweite Parlamentsgebäude des Territoriums und wurde 1973 eröffnet. Das erste Parlament tagte in Räumlichkeiten der US-Navy. Durch einen Brand im Jahre 1970 wurde dieses jedoch zerstört.

## Repräsentantenhaus
Das Repräsentantenhaus ist das Unterhaus des Fono und besteht aus 21 Abgeordneten, davon 20 reguläre in Wahlbezirken gewählte Abgeordnete und einem in einer öffentlichen Versammlung direkt vom Volk bestimmten Abgeordneten der Swains-Inseln. Die Legislatur eines Abgeordneten beträgt zwei Jahre.
Die Wahlen im November 2014 ergaben folgende Zusammensetzung:
| Wahldistrikt                  | Abgeordneter                   | Stimmen | % | Bemerkungen |
| ----------------------------- | ------------------------------ | ------- | - | ----------- |
| 1 – Manu'a                    | Fetu Fetui Jr.                 | 409     |   |             |
| 1 – Manu'a                    | Vesi Talalelei Fautanu Jr.     | 366     |   |             |
| 2 – Manu'a                    | Toea’ina F. Autele             | 256     |   |             |
| 3 – Vaifanua                  | Legae’e Mauga                  | 368     |   |             |
| 4 – Saole                     | Talaimatai Elisara Su’a        | 188     |   |             |
| 5 – Sua                       | Puleleiite Lia Tufele Jr.      | 172     |   |             |
| 6 – Sua                       | Lemapu Suiaunoa Talo           | 188     |   |             |
| 7 – Maoputasi                 | Vailoata Eteuati Amituana’i    | 362     |   |             |
| 8 – Maoputasi                 | Maugaoali’i Sipa Anoa’i        | 224     |   |             |
| 9 – Maoputasi                 | Va’amua Henry Sesepasara       |         |   |             |
| 10 – Maoputasi                | Tu’umolimoli S. Moliga         | 177     |   |             |
| 11 – Maoputasi                | Faimealelei Anthony Fu’e Allen | 304     |   |             |
| 12 – Ituau                    | Manumaua Wayne Wilson          | 612     |   |             |
| 12 – Ituau                    | Mulinu’u Vae’iaitu Filo Maluia | 607     |   |             |
| 13 – Fofo                     | Puletu D. Koko                 | 290     |   |             |
| 14 – Alataua                  | Savali Talavou Ale             |         |   | Sprecher    |
| 15 – Tualauta                 | Larry Simou Sanitoa            | 1,288   |   |             |
| 15 – Tualauta                 | Vui Florence Tuaumu Saulo      | 877     |   |             |
| 16 – Tualautai                | Timusa Tini Lam Yuen           | 312     |   |             |
| 17 – Leasina                  | Atalina Asifoa                 | 201     |   |             |
| Quelle: Election Office (PDF) |                                |         |   |             |

## Senat
Der Senat Amerikanisch-Samoas ist das Oberhaus des Fono. Der Senat ist wie das Repräsentantenhaus eine parteilose Versammlung. Er setzt sich aus 18 Senatoren zusammen, die eine vierjährige Amtszeit absolvieren. Die Mitglieder werden von den Oberhäuptern der Inseln bestimmt. Dieses Verfahren ist in den USA einzigartig.